# Landgericht Scheinfeld

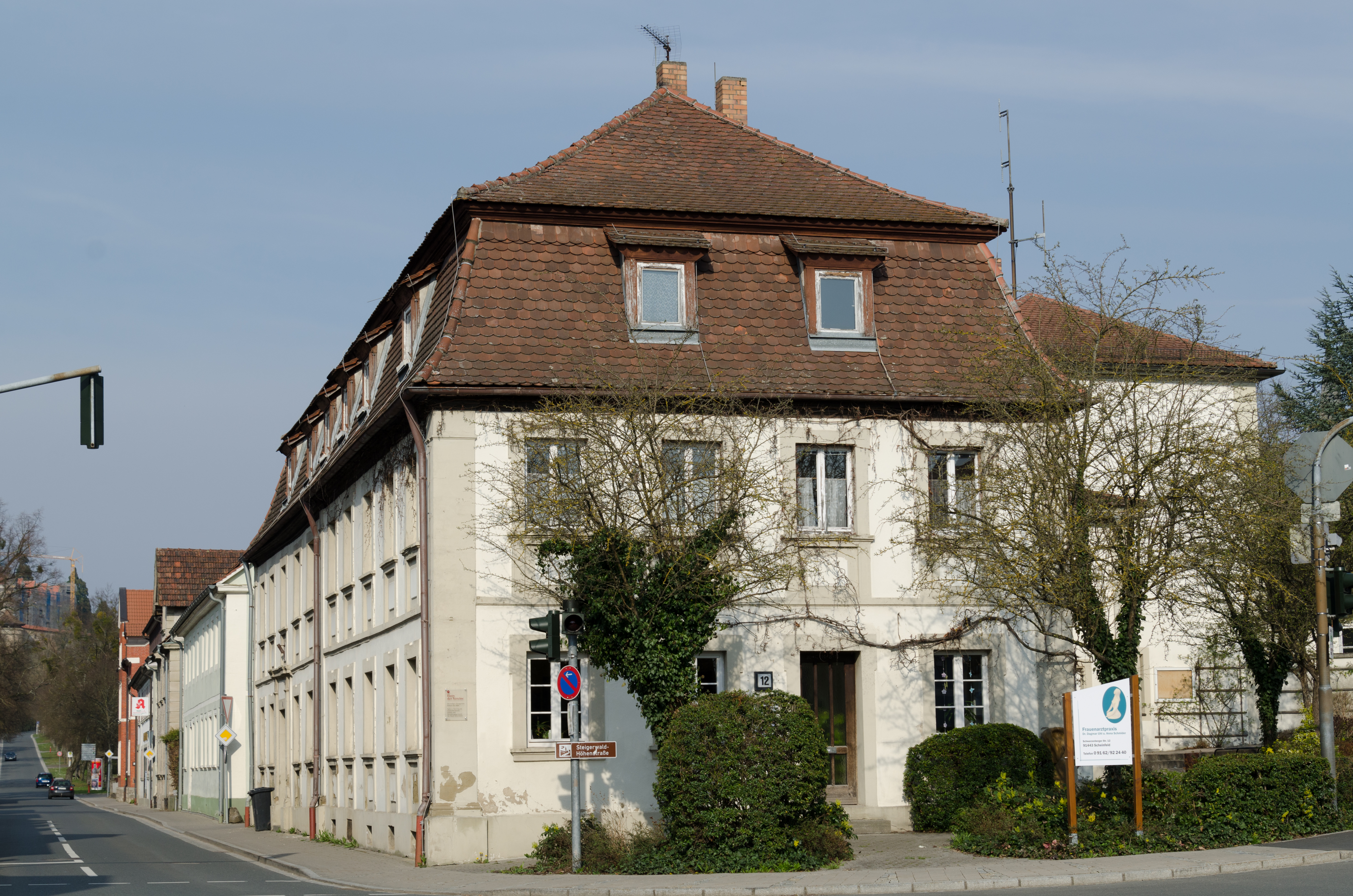
Ehemaliges Landgericht Scheinfeld

Das Landgericht Scheinfeld war ein von 1852 bis 1879 bestehendes bayerisches Landgericht älterer Ordnung mit Sitz in Scheinfeld im heutigen Landkreis Neustadt an der Aisch-Bad Windsheim. Der Sitz des Landgerichts befand sich im ehemaligen Färberanwesen an der Schwarzenberger Straße 12.

## Lage
Das Landgericht Scheinfeld grenzte im Südosten an das Landgericht Neustadt, im Nordosten an das Landgericht Höchstadt, im Nordwesten an das Landgericht Markt Bibart und im Südwesten an das Landgericht Windsheim.

## Geschichte
Im Jahr 1852 wurde im Verlauf der Verwaltungsneugliederung Bayerns das Landgericht Scheinfeld errichtet. Es wurde aus den bisherigen Herrschaftsgerichten Schwarzenberg und Burghaslach und Gemeinden des Landgerichts Marktsteft gebildet und gehörte zum Regierungsbezirk Mittelfranken.
1856 hatte das Landgericht Scheinfeld eine Gebietsfläche von 3,70 Quadratmeilen. Es gab 9701 Einwohner (5303 Protestanten, 3995 Katholiken und 404 Juden), 87 Ortschaften (1 Stadt, 4 Märkte, 7 Pfarrdörfer, 7 Kirchdörfer, 27 Dörfer, 12 Weiler und 29 Einöden) und 33 Gemeinden (1 Magistrat 3. Klasse, 4 Markts- und 28 Landgemeinden).
1862 übernahm das neu geschaffene Bezirksamt Scheinfeld die Verwaltung. Das Landgericht war von da an nur noch für die Gerichtsbarkeit zuständig.
Anlässlich der Einführung des Gerichtsverfassungsgesetzes am 1. Oktober 1879 kam es zur Errichtung des Amtsgerichts Scheinfeld, dessen Sprengel aus dem Bezirken der gleichzeitig aufgehobenen Landgerichte Scheinfeld und Markt Bibart gebildet wurde.

## Ruralgemeinden
- Appenfelden mit Lohmühle und Wasenmeisterei;
- Breitenlohe;
- Burgambach;
- Burghaslach mit Buchbach, Buchmühle, Neue Mühle und Ziegelhütte;
- Erlabronn;
- Frankfurt mit Klösmühle;
- Freihaslach mit Münchhof und Sixtenberg;
- Fürstenforst mit Harthof;
- Füttersee mit Hammermühle;
- Geiselwind mit Röhrensee, Schleifmühle, Schnackenmühle, Theuerleinsmühle und Weingartsmühle;
- Gleißenberg;
- Gräfenneuses;
- Grappertshofen mit Hohlweiler und Hohlweilermühle;
- Haag mit Dürrnbuch;
- Herpersdorf mit Oberambach und Oefelesmühle;
- Holzberndorf;
- Kirchrimbach mit Rosenbirkach, Seitenbuch und Unterrimbach;
- Kornhöfstadt mit Birkach, Dorfmühle und Neuses;
- Krettenbach mit Schönaich und Schönaichermühle;
- Langenberg;
- Markt Taschendorf mit Butzenmühle und Obertaschendorf;
- Niederndorf;
- Oberrimbach mit Burghöchstadt;
- Oberscheinfeld mit Herrnberg, Schloßmühle, Seufertshof, Ziegelhütte und Ziegelmühle;
- Obersteinbach mit Fallhütte, Lachheim und Wilhelminenberg
- Prühl mit Prühlermühle;
- Ruthmannsweiler;
- Scheinfeld mit Ziegelstadel;
- Schnodsenbach mit Fischhaus, Schwarzenberg und Zeisenbronn;
- Stierhöfstetten;
- Thierberg mit Klosterdorf rechts, Klosterdorf links, Lerchenhöchstadt;
- Unterlaimbach;
- Wasserberndorf mit Burggrub, Hohnsberg, Hutzelmühle, Lohmühle, Neugrub und Seeramsmühle.